# 迈斯基 (哈巴罗夫斯克边疆区)
迈斯基（romanized: Mayskiy）是俄罗斯哈巴罗夫斯克边疆区的市级镇，为苏维埃港区规模最小的市级镇。地处哈巴罗夫斯克边疆区东南部，在区行政中心苏维埃港北侧、边疆区首府哈巴罗夫斯克（伯力）东北方。镇南侧不远处有铁路车站杰斯纳站，位于维索科戈尔内－苏维埃港市线上。
镇名来自于流经附近地区的河流。该地2022年人口有2,109人；2010年人口2,598；2002年人口2,970；1989年人口4,204。